# Vzpor

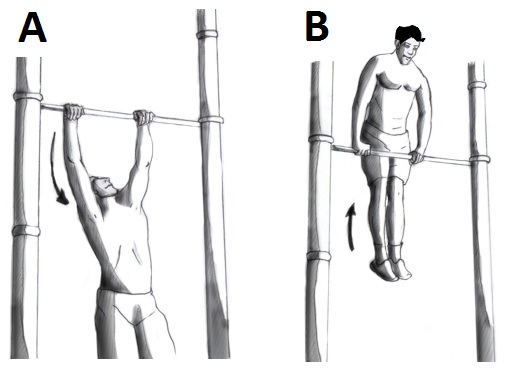
Fáze vzporu

Vzpor (film)

Vzpor je pokročilý silový cvik, který je kombinací shybu a dipu, při němž se tělo při pohybu nahoru nezastaví s bradou v úrovni hrazdy nebo kruhů, ale pokračuje až nad hrazdu nebo kruhy.
Vzpor lze provádět jednak švihem, kdy se pro pohyb otočení rukou o 180 stupňů využívá výchozí síly ze začátku pohybu a následně získané větší hybnosti, jednak tahem, kdy se použije mírně odlišného úchopu hrazdy a pohyb nahoru je zajištěn pouze silovým potenciálem rukou.